# Temnorhynchus clypeatus
Temnorhynchus clypeatus är en skalbaggsart som beskrevs av Johann Christoph Friedrich Klug 1855. Temnorhynchus clypeatus ingår i släktet Temnorhynchus och familjen Dynastidae. Inga underarter finns listade i Catalogue of Life.